# 徐光友
徐光友（1917年—2003年），男，安徽六安人，中华人民共和国军事人物，中国人民解放军少将，曾任中国人民解放军工程兵副政治委员。